# Hum Tum Pe Marte Hain

 Hum Tum Pe Marte Hain est un film indien de Bollywood réalisé par Nabh Kumar sorti le 29 septembre 1999.
Le film met en vedette Urmila Matondkar et Govinda dont c'est la première collaboration, ainsi que Dimple Kapadia.

## Box-office
En Inde : 110 360 000 roupies.